# ATP de Istambul
O ATP de Istambul (também conhecido como TEB BNP Paribas Istanbul Open por razões de patrocínio) foi um torneio de tênis masculino do ATP Tour realizado na cidade Istambul, Turquia. Desde 2015, faz parte do circuito de ATP 250. O torneio foi realizado em superfícies de saibro.
O torneio inaugural foi realizado de 27 de abril a 3 de maio de 2015 no "Koza World of Sports", que é promovido como a maior academia de tênis no mundo. A quadra central dispõe de um teto retrátil e irá fornecer capacidade para 7.500 pessoas.
Teve última edição em 2018. Não aparece no calendário de 2019.

## Finais

### Simples
| Ano  | Campeão           | Vice-campeão    | Resultado       |
| ---- | ----------------- | --------------- | --------------- |
| 2018 | Taro Daniel       | Malek Jaziri    | 7–64, 6–4       |
| 2017 | Marin Čilić       | Milos Raonic    | 7–63, 6–3       |
| 2016 | Diego Schwartzman | Grigor Dimitrov | 56–7, 7–64, 6–0 |
| 2015 | Roger Federer     | Pablo Cuevas    | 6–3, 7–611      |

### Duplas
| Ano  | Campeões                        | Vice-campeões                    | Resultado        |
| ---- | ------------------------------- | -------------------------------- | ---------------- |
| 2018 | Dominic Inglot Robert Lindstedt | Ben McLachlan Nicholas Monroe    | 3–6, 6–3, [10–8] |
| 2017 | Roman Jebavý Jiří Veselý        | Tuna Altuna Alessandro Motti     | 6–0, 6–0         |
| 2016 | Flavio Cipolla Dudi Sela        | Andrés Molteni Diego Schwartzman | 6–3, 5–7, [10–7] |
| 2015 | Radu Albot Dušan Lajović        | Robert Lindstedt Jürgen Melzer   | 6–4, 7–62        |